# Aérospatiale Gazelle
Aérospatiale SA 341/342 Gazelle – lekki śmigłowiec wielozadaniowy zaprojektowany przez francuski koncern Aérospatiale przy współpracy z brytyjską firmą Westland Helicopters.

## Historia
Śmigłowiec powstał na zamówienie L’Aviation Légère de l’Armée de Terre – (ALAT) (fr. Lekkie lotnictwo wojsk lądowych) potrzebującgo lekkiego śmigłowca obserwacyjnego i zwiadowczego w celu zastąpienia starszego, również wytwórni Aérospatiale SA 318C Alouette II znanego na świecie jako Lark II. Tym niemniej, wytwórnia już w 1965 roku rozpoczęła prace nad następcą udanego  Alouette II. Projekt początkowo oznaczony jako X-300 przemianowano na SA 340. Nowy śmigłowiec opierał się na doświadczeniach i rozwiązaniach konstrukcyjnych Alouette II do tego stopnia, że pierwszy prototyp wyposażono w ten sam silnik turbowałowy Astazou II i tę samą przekładnię główną. Kadłub zbudowano ze stopów lekkich, a kabinę z przezroczystych paneli osadzonych w stalowych ramach (Alouette II miała kroplową kabinę). Belkę ogonową wykonano z blachy, a nie jak w poprzednim modelu z kratownic. Na jej końcu umieszczono 13 łopatowy wirnik fenestron, typu wentylatorowego zabudowany w stateczniku. Ponadto dodano nieruchomy statecznik poziomy z dodatkowymi małymi pionowymi powierzchniami stabilizującymi. Podłogę i znaczną część kadłuba usztywniono wypełniaczami ulowymi (przestrzenną konstrukcją w kształcie plastra miodu). Główny napęd stanowił sztywny wirnik niemieckiej firmy Bölkow (od śmigłowca Bölkow MBB BO 105) z przegubem umożliwiającym jego składanie. Podwozie w postaci płóz spawanych z rur stalowych z możliwością dołączenia kół do manewrowania na lotnisku, pływaków lub płóz płaskich (typu narty). Główny zbiornik paliwa w kadłubie o pojemności 445 litrów z możliwością zainstalowania dodatkowych zbiorników: 90 litrowego w bagażniku i 200 litrowego w tylnej kabinie pasażerskiej. Kokpit pięcioosobowy, w tym jeden lub dwóch pilotów. Tylna trzyosobowa ławka może być złożona w celu powiększenia przestrzeni ładunkowej. Lewe siedzenie pilota można zdemontować, a w to miejsce zamontować 2 pary noszy (jedne nad drugimi) otrzymując wersję do przewozu rannych i jednej osoby personelu medycznego.
Pierwszy prototyp wyposażony jeszcze w klasyczny wirnik ogonowy od Alouette II i kratownicową belkę ogonową wzbił się w powietrze 7 kwietnia 1967 roku. Maszyna z rejestracją F-WOFH, wystartowała z lotniska w Marignane, za jej sterami siedzieli pilot doświadczalny Jean Boulet i inżynier André Ganivet. Drugi prototyp o rejestracji F-ZWRA, już z nową belką ogonową, z dużym statecznikiem pionowym z wielołopatowym wirnikiem fenestronem wystartował po raz pierwszy 12 kwietnia 1968 roku.
Pierwszy egzemplarz produkcyjny SA 341 wyposażony w ulepszony silnik Turboméca Astazou IIA, z wydłużoną kabiną i powiększonym statecznikiem pionowym oblatano 6 sierpnia 1971 roku.
Cztery pierwsze wersje trafiły do sił zbrojnych Wielkiej Brytanii. Były to SA 341B wojsk lądowych wyposażony w nowy silnik Astazou IIZ i oznaczony w nomenklaturze brytyjskiej jako Gazelle AH Mk 1, SA 341C (Gazelle HT Mk 2) marynarki wojennej, SA 341D (Gazelle HT Mk 3) sił powietrznych i wersja transportowo-dyspozycyjna SA 341E (Gazelle HCC Mk 4).
Francuski ALAT wyposażono w wersję SA 341F z silnikiem Astazou IIIC o mocy 590 KM. Maszyny te zostały dostosowane do standardu F2 poprzez modyfikację wirnika ogonowego i silnika do wersji Astazou IIIC2 o wyższej mocy 650 KM i dopuszczalnej masie całkowitej 1900 kg.

ALAT używa śmigłowców Gazelle w dwóch wersjach: bez uzbrojenia i urządzeń naprowadzających do celów transportowych, dyspozycyjnych i szkolenia pilotów, oraz w wersji rozpoznawczej uzbrojonej w rakietowe pociski powietrze-powietrze Mistral i 20 mm działko Giat zamontowane z prawej strony kadłuba. Jest to wersja tylko 2 miejscowa ponieważ przestrzeń pasażerską zajmuje zasobnik z 240 sztukami amunicji.

### SA 342
Ze względu na potrzebę zwiększenia udźwigu poddano śmigłowiec poważnym modyfikacjom. Ponieważ zmiany były dość duże nadano mu nowe oznaczenie SA 342. Przeznaczeniem tej wersji było działanie w warunkach gorącego i suchego klimatu. Zainstalowano nowy silnik Turboméca Astazou XIVH o mocy 870 KM wyposażony w filtr cząstek stałych do oczyszczania powietrza z piasku. Po pozytywnym zakończeniu prób w locie 11 maja 1973 roku złożono zamówienie na 20 egzemplarzy w wersji bojowej.
Niedługo później pojawiły się dwie nowe wersje: cywilna SA 342J i wojskowa SA 342L, obie wyposażone w silnik Astazou XIV i zmodyfikowany wirnik ogonowy.
Ze względu na możliwość udźwigu większej masy uzbrojenia na większe odległości wersja SA 342L stała się podstawą kolejnej, SA 342M, zbudowanej na potrzeby ALAT, gdzie była używana jako śmigłowiec przeciwpancerny. Tę wersję Gazelli wyposażono w silnik Astazou XIVM z automatycznym starterem i oprzyrządowaniem specyficznym do zastosowań ALAT takim jak autopilot, autonomiczny system nawigacyjny z radarem Dopplera, oraz gogle celownicze stabilizowane żyroskopowo typu APX-Bezu 334 lub APX 397 służące do naprowadzania pocisków przeciwpancernych HOT. Zamówiono łącznie 143 maszyny w wersji SA 342M dla potrzeb ALAT, a ich dostawy rozpoczęły się w 1987 roku.
Do 2000 roku ze względu na redukcję liczby śmigłowców i wycofywanie ze służby wersji SA 341F2, z niektórych SA 342M zdjęto uzbrojenie, przystosowując je do zadań transportowych i dyspozycyjnych.
Wersja SA 342L była produkowana na licencji w byłej Jugosławii przez firmę SOKO i w Egipcie przez Arab British Helicopter Company.
Ogólnie wyprodukowano 1250 Gazelli we Francji, 262 w Wielkiej Brytanii, 30 w Egipcie i nieco ponad 200 (dokładną liczbę trudno ustalić) w byłej Jugosławii.

## Wersje śmigłowca Gazelle
- Prototypy
  - SA 340
- Seria SA 341 od 16 sierpnia 1971
  - SA 341B – główny śmigłowiec bojowy brytyjskich wojsk lądowych oznaczony jako Gazelle AH Mk 1
  - SA 341C – śmigłowiec Royal Navy używany do szkolenia jako Gazelle HT Mk 2
  - SA 341D – śmigłowiec RAF-u używany do szkolenia jako Gazelle HT Mk 3
  - SA 341E – transportowo-dyspozycyjny śmigłowiec brytyjskich wojsk lądowych
  - SA 341F – śmigłowiec francuskich wojsk lądowych także w wersji SA 341F2 ze wzmocnionym silnikiem Astazou IIIC o mocy 590 KM
  - SA 341G – cywilna odmiana SA 341F z silnikiem Astazou IIIC
  - SA 341H – produkowany licencyjnie przez firmę SOKO w Jugosławii
  - przedłużony SA 341 – wersja na rynek cywilne z dłuższą o 20 cm przestrzenią ładunkową. Wyprodukowano kilka sztuk.
- Seria SA 342 od 11 maja 1973
  - SA 342J – wersja cywilna z silnikiem Astazou XIV H o mocy 870 KM
  - SA 342K – dla armii Kuwejtu z silnikiem Astazou XIV H
  - SA 342L – wojskowa wersja śmigłowca SA 342J produkowana na licencji w Egipcie i Jugosławii
  - SA 342M – śmigłowiec ALAT z silnikiem Astazou XIV M i wylotem spalin z rozpraszaczem zmniejszającym emisję cieplną. Wyposażony w rakiety HOT, radar Dopplera i systemy do lotów nocnych
- 1990 – modyfikacja śmigłowców ALAT polegająca na demontażu urządzeń naprowadzających i dodaniu przecinaków do linii energetycznych w przypadku ewentualnej kraksy
- SA 342L – wersja dla ALAT, śmigłowiec SA 342M z trochę zmienioną awioniką, standardowo z goglami noktowizyjnymi i czarnym wnętrzem kabiny. Tymczasowo bez uzbrojenia (1990).
- Celtic Gazelle – używana przez ALAT w czasie wojny w Zatoce Perskiej, wyposażona w rakiety przeciwlotnicze, pierwowzór Gazelle Mistral (1990)
- Standard JVN – modyfikacja do standardu JVN polegająca na nieznacznej zmianie awioniki wszystkich śmigłowców Gazelle, czarnym malowaniu wnętrza, podświetleniu ultrafioletowym w celu umożliwienie korzystania z gogli noktowizyjnych (lata dziewięćdziesiąte).
- Gazelle Mistral – modyfikacja śmigłowca SA 342L1 do wersji przeciwlotniczej uzbrojonej w 4 pociski rakietowe Mistral bardzo krótkiego zasięgu z naprowadzaniem termicznym. Masa maksymalna 1900 kg do 2100 kg (1996)
- Gazelle Viviane – SA 342M HOT modyfikacja polegająca na zastosowaniu nowych gogli działających zarówno w podczerwieni jak i świetle widzialnym umożliwiających obserwację i walkę w dzień i w nocy. System ten jest cięższy niż standardowy dlatego też wymagane było wzmocnienie kabiny w miejscu jego zamocowania przy pomocy dodatkowego metalowego łuku. Zmieniono też ostrza urządzenia do cięcia przewodów elektrycznych na takie same jak w śmigłowcu Aérospatiale Écureuil. Konieczne było też zweryfikowanie parametrów śmigłowca ze względu na wzrost masy.

## Galeria

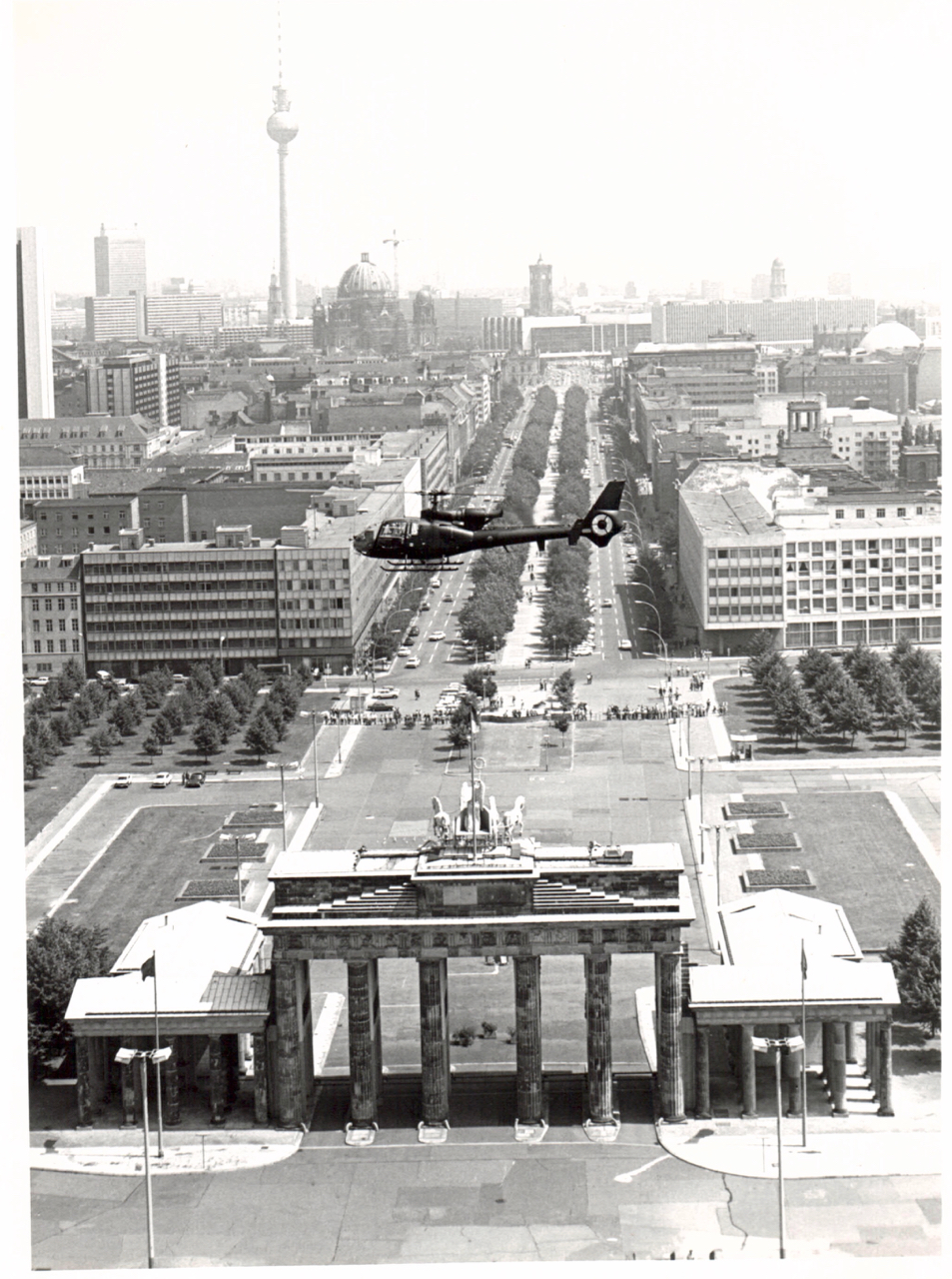
Brytyjska "Gazelle" nad Berlińskim Murem (1983)
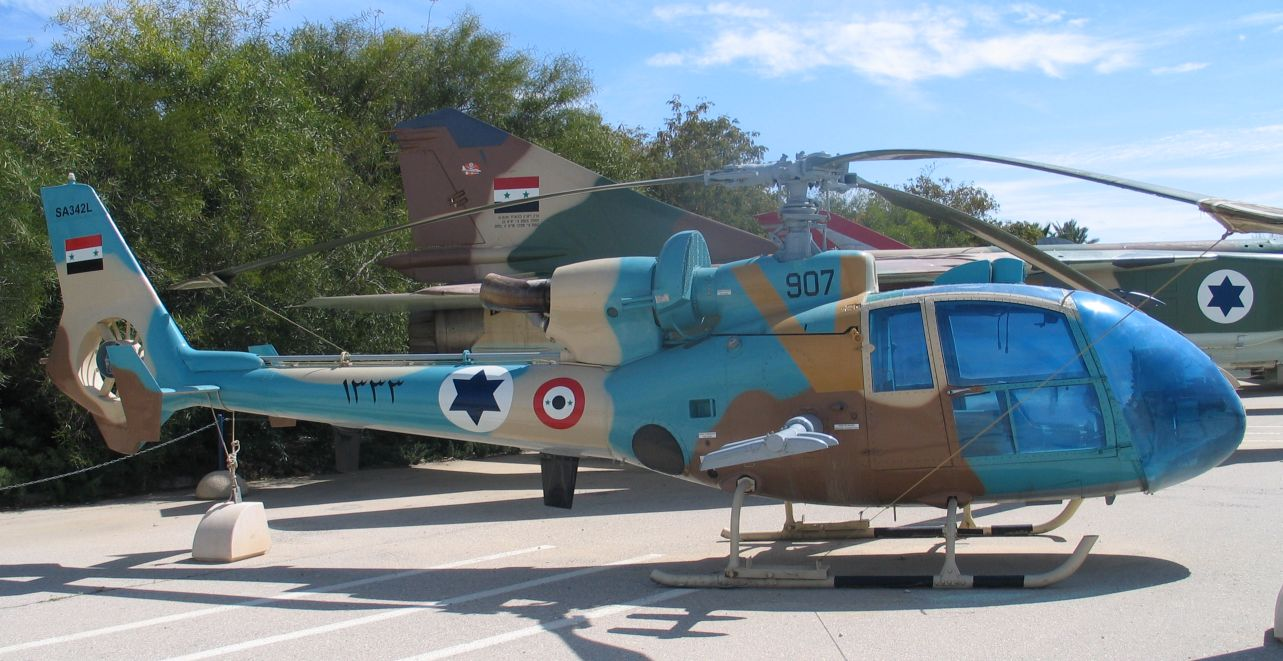
SA-341L "Gazelle" w barwach lotnictwa izraelskiego
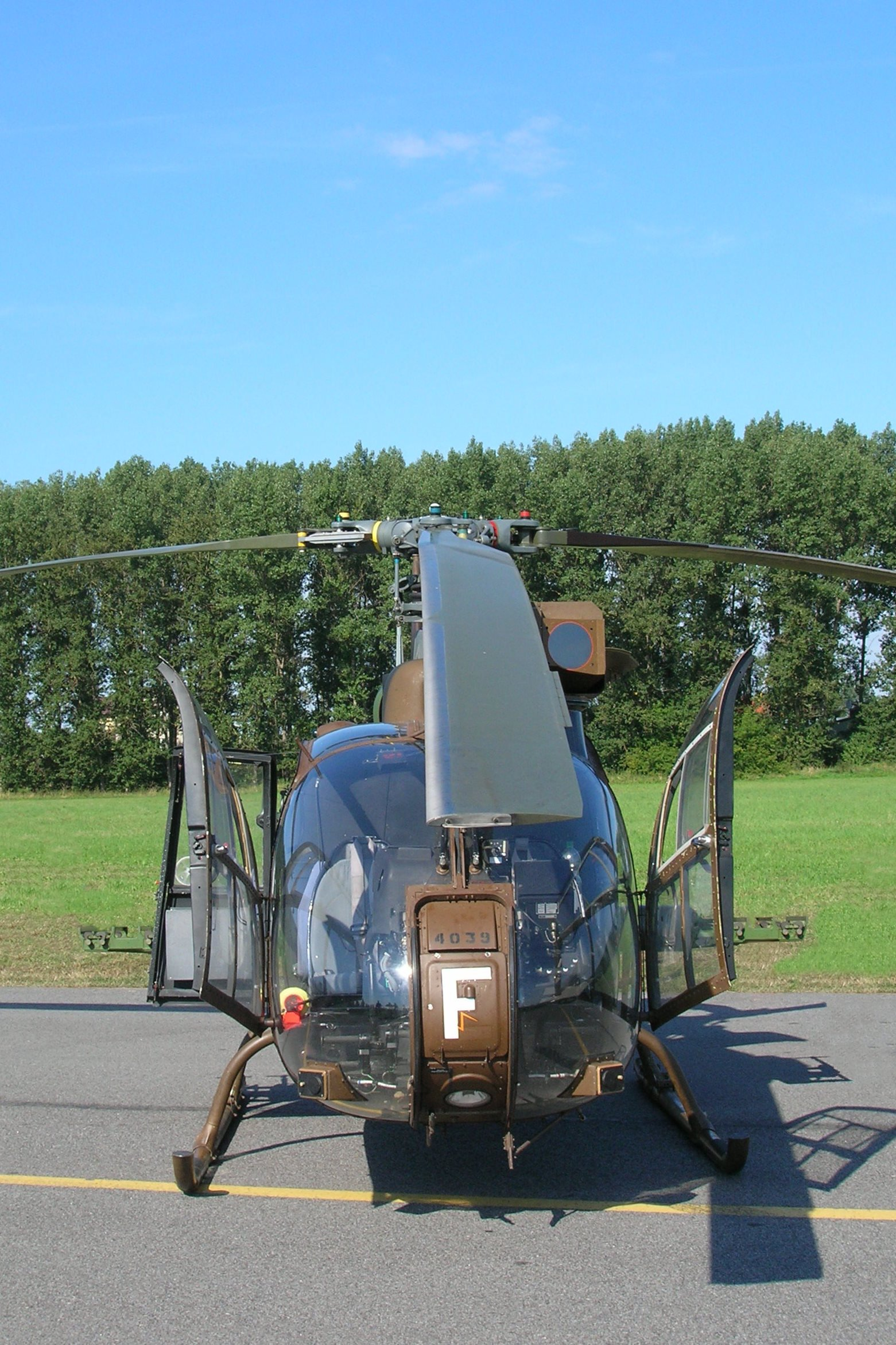
Aérospatiale SA 342M "Gazelle" należący do ALAT, Airshow Radom 2005
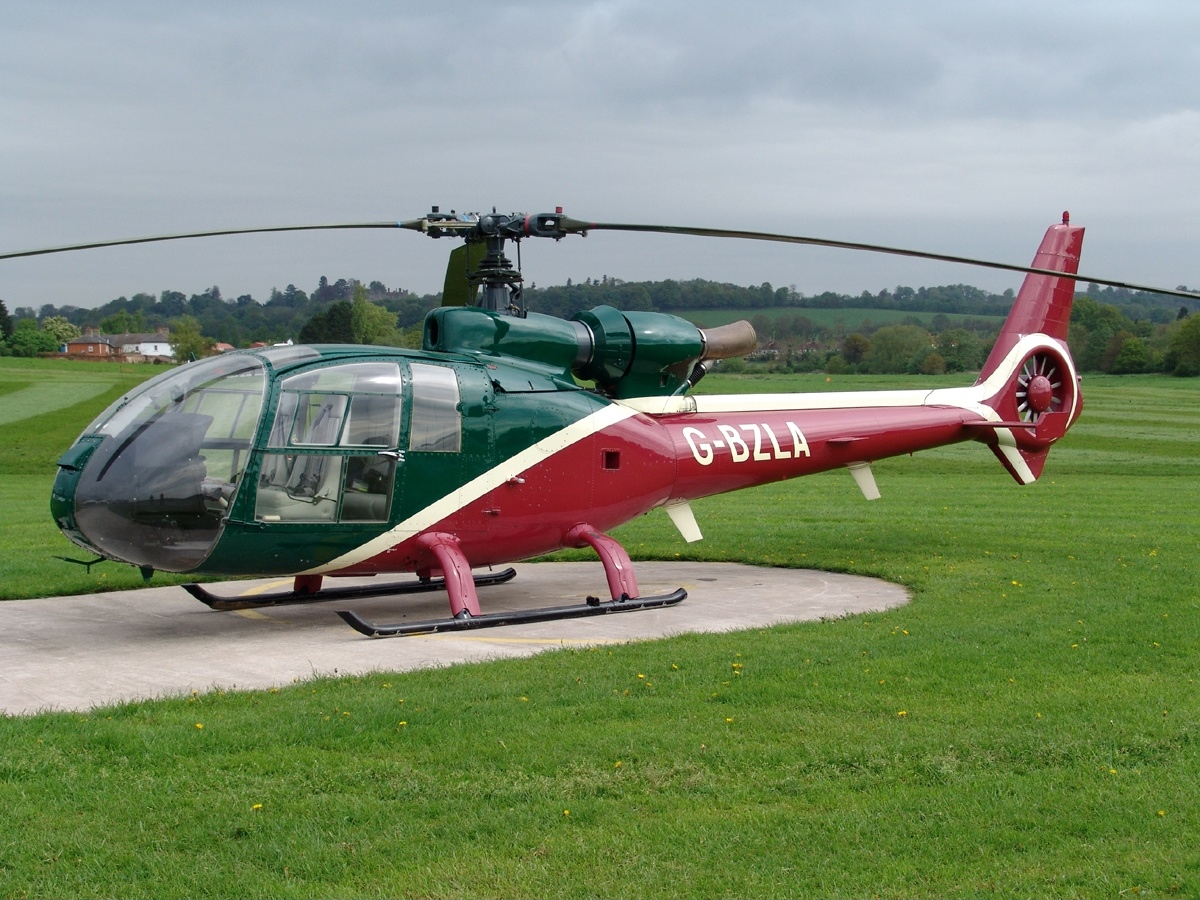
"Cywilna" "Gazelle" SA-341G
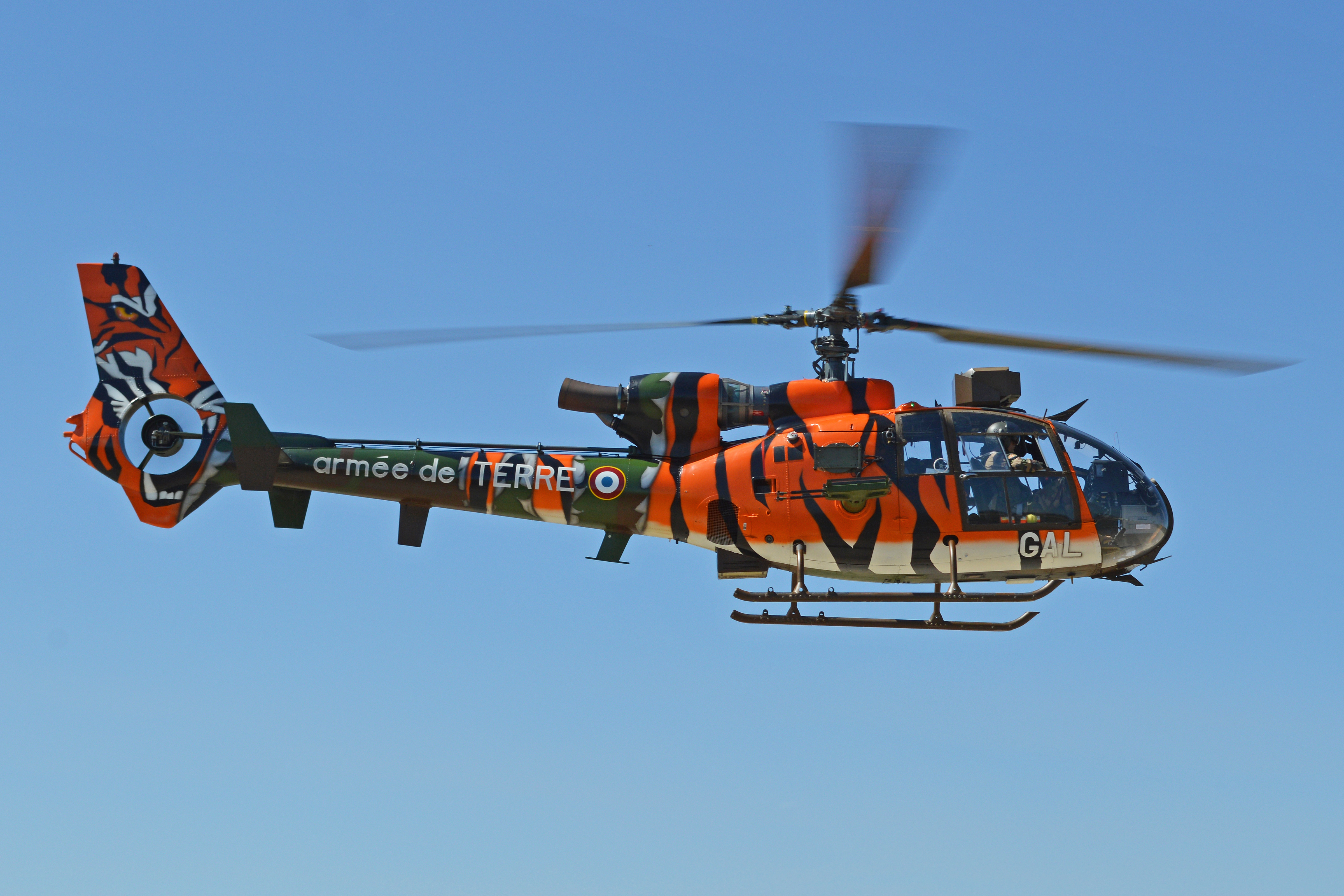
Francuska "Gazelle" w okolicznościowych, "tygrysich" barwach z racji ćwiczeń NATO "Tiger Meet" (Hiszpania, 2016)

## Użycie bojowe
Śmigłowce tego typu były używane jako: śmigłowce przeciwpancerne AOP – Air Observation Post (ang. Powietrzny punkt obserwacyjny) do naprowadzania ognia artylerii, ABFAC – Airborne Forward Air Controller (ang. Bojowe stanowisko kontroli lotów) do naprowadzania samolotów szturmowych na cele naziemne nieprzyjaciela, a także w misjach ewakuacyjnych, szkolnych, jako stanowisko dowodzenia i do celów komunikacyjno-transportowych.

### Wielka Brytania
- 1982: Wojna o Falklandy przeciwko Argentynie. W akcjach bojowych strącono 3 śmigłowce (2 z broni strzeleckiej, a 1 należący do piechoty morskiej, pociskiem rakietowym)
- 1990 – 1991: Wojna w Zatoce Perskiej przeciw Irakowi.
- Od 1990: Interwencja w Kosowie.
- 2003 – 2004: Wojna w Iraku

### Francja
- od połowy lat 80. XX w.: Dwie akcje interwencyjne Manta i Épervier w Czadzie w następstwie inwazji libijskiej na północną część kraju.
- 1990 – 1991: Wojna w Zatoce Perskiej przeciw Irakowi.
- 1991 (od kwietnia do czerwca): Interwencja w ramach międzynarodowej operacji humanitarnej Provide Comfort (ang. Zapewnienie komfortu) na północy Iraku dla zapewnienia bezpieczeństwa ludności kurdyjskiej prześladowanej przez wojska irackie.
- Od grudnia 1991 – 1992: Interwencja w Republice Dżibuti w następstwie wojny domowej między dwoma grupami etnicznymi Afarów i Issów.
- Od 1990: Interwencja w byłej Jugosławii.
- 1993: Interwencja w Somalii w następstwie wojny domowej.
- 2013: Operacja Serwal w Mali.

## Uzbrojenie

### Przykładowe konfiguracje
- działko automatyczne Giat M621 kalibru 20 mm z prawej strony kadłuba
- zasobniki z karabinami maszynowymi AA-52 FN MG kalibru 7,62 mm
- przeciwpancerne pociski rakietowe HOT
- przeciwpancerne pociski rakietowe AT-3 Sagger (rosyjskie stosowane w jugosłowiańskich Gazellach)
- przeciwpancerne pociski rakietowe sterowane przewodowo AS-11 ASM lub AS-12 ASM
- przeciwlotnicze pociski rakietowe AATCP Mistral z głowicą termiczną
- przeciwlotnicze pociski rakietowe SA-7 Grail (rosyjskie stosowane w jugosłowiańskich Gazellach)
- zasobniki z pociskami rakietowymi kalibru 2,75 cala (po 7 sztuk)
- zasobniki SNEB z niekierowanymi pociskami rakietowymi kalibru 68 mm (po 12 sztuk)
- zasobniki z niekierowanymi pociskami rakietowymi kalibru 57 mm (po 18 sztuk)

### Najczęściej występujące warianty uzbrojenia
- SA 341F: działko Giat M621 kalibru 20 mm. Szybkostrzelność 300 lub 740 strzałów na minutę
- SA 341H: 4 × AT-3 i 2 × SA-7 lub zasobniki z pociskami rakietowymi kalibru 128 mm albo 57 mm i karabin maszynowy kalibru 7,62 mm w kabinie.
- SA 342K: Wersja przeciwpancerna z 4 lub 6 pociskami HOT.
- SA 342L: Zasobniki z pociskami rakietowymi lub karabinami maszynowymi.
- SA 342M: Uzbrojony w 4 do 6 pocisków HOT i opcjonalnie w przeciwlotnicze pociski rakietowe Mistral.

## Film
Śmigłowiec typu Gazelle, nieznacznie przebudowany, „zagrał” jako supernowoczesny śmigłowiec policyjny w amerykańskim filmie akcji z 1983 roku pt. Błękitny grom (tytuł oryginału Blue Thunder). Można go również zobaczyć w  scenach filmu Psy wojny z 1981 oraz Rambo III z 1988.